# Marty Morantz
Pour les articles homonymes, voir Morantz.
Martin B. « Marty » Morantz, né le 7 avril 1962 à Winnipeg au Manitoba, est un avocat et homme politique canadien. Il représente la circonscription de Charleswood—St. James—Assiniboia—Headingley à la Chambre des communes du Canada de 2019 à 2025 sous la bannière du Parti conservateur du Canada.